# 东城管理委员会 (山阴县)
东城管理委员会，是中华人民共和国山西省朔州市山阴县下辖的一个类似乡级单位。

## 行政区划
东城管理委员会下辖以下地区：
光明社区、兴隆社区、和顺社区、北街社区和南街社区。